# Shavkat Mirziyoyev
Shavkat Miromonovich Mirziyoyev (in uzbeco Шавкат Миромонович Мирзияев?; Jizzax, 24 luglio 1957) è un politico uzbeko, dal 2016 Presidente dell'Uzbekistan.

## Biografia
Mirziyoyev è nato nel luglio 1957 nella regione di Jizzax della SSR uzbeka. Suo padre, Miromon Mirziyoyevich Mirziyoyev, ha lavorato come medico per la maggior parte della sua vita. Ha lavorato come primario del dispensario di tubercolosi a Zaamin. Urunbek Yakubov, cugino di Miromon, essendo un veterano della seconda guerra mondiale, divenne un eroe dell'Unione Sovietica nell'aprile 1945. La madre di Shavkat, Marifat, morì in giovane età di tubercolosi, contratta nel dispensario della tubercolosi di Zaamin dove ha lavorato come infermiera. Dopo la morte della moglie, Miromon Mirziyoyev si sposò una seconda volta con una donna del Tatarstan.
Nel 1981, Mirziyoyev si è laureato presso l'Istituto di irrigazione e miglioramento di Tashkent. Si è laureato in Scienze Tecnologiche.  Si unì al Partito Comunista dell'Unione Sovietica alla fine degli anni '80. All'inizio del 1990, è stato eletto deputato del Soviet Supremo dell'ultimo organo legislativo della SSR uzbeka prima dell'indipendenza dell'Uzbekistan nel 1991. La cerimonia si è svolta nell'edificio del Senato e dell'Assemblea legislativa statale a Tashkent.

### Primo Ministro
Nel 2003 è diventato il terzo Primo ministro dell'Uzbekistan. Precedentemente, dal 1996 al 2001, era stato governatore (Hakim) della regione di Jizzax e, dal 2001 al 2003, governatore della regione di Samarcanda. È stato nominato Primo Ministro dal Presidente Islom Karimov e approvato dal Parlamento nazionale.
A seguito del decesso di Islom Karimov, Mirziyoyev è stato nominato Presidente del Paese ad interim, durante una seduta speciale del senato uzbeco, tenutasi l'8 settembre 2016, mantenendo l'incarico di primo ministro.
Membro del clan Samarcanda, era considerato uno dei principali potenziali successori di Islam Karimov come presidente dell'Uzbekistan. Mirziyoyev avrebbe avuto rapporti amichevoli con la moglie di Karimov, Tatyana Karimova, e il presidente del Consiglio di sicurezza nazionale Rustam Inoyatov. Dopo l'annuncio della morte di Karimov il 2 settembre 2016, Mirziyoyev è stato nominato capo del comitato che organizza i funerali del presidente. Questo è stato preso come un segno che Mirziyoyev sarebbe succeduto a Karimov come presidente.  L'8 settembre 2016 è stato nominato presidente ad interim dell'Uzbekistan da una sessione congiunta di entrambe le camere del parlamento. Sebbene il presidente del Senato, Nigmatilla Yuldashev, fosse costituzionalmente designato come successore di Karimov, Yuldashev ha proposto che Mirziyoyev assumesse invece la carica di presidente ad interim alla luce dei "molti anni di esperienza" di Mirziyoyev. C'erano aspettative che Mirziyoyev avrebbe riparato le relazioni uzbeke con il Kirghizistan e Tagikistan. Ha iniziato a risolvere una lunga disputa di confine con il Kirghizistan e i voli regolari tra le capitali dell'Uzbekistan e del Tagikistan sarebbero ripresi nel gennaio 2017 per la prima volta dal 1992.

### Presidente dell'Uzbekistan

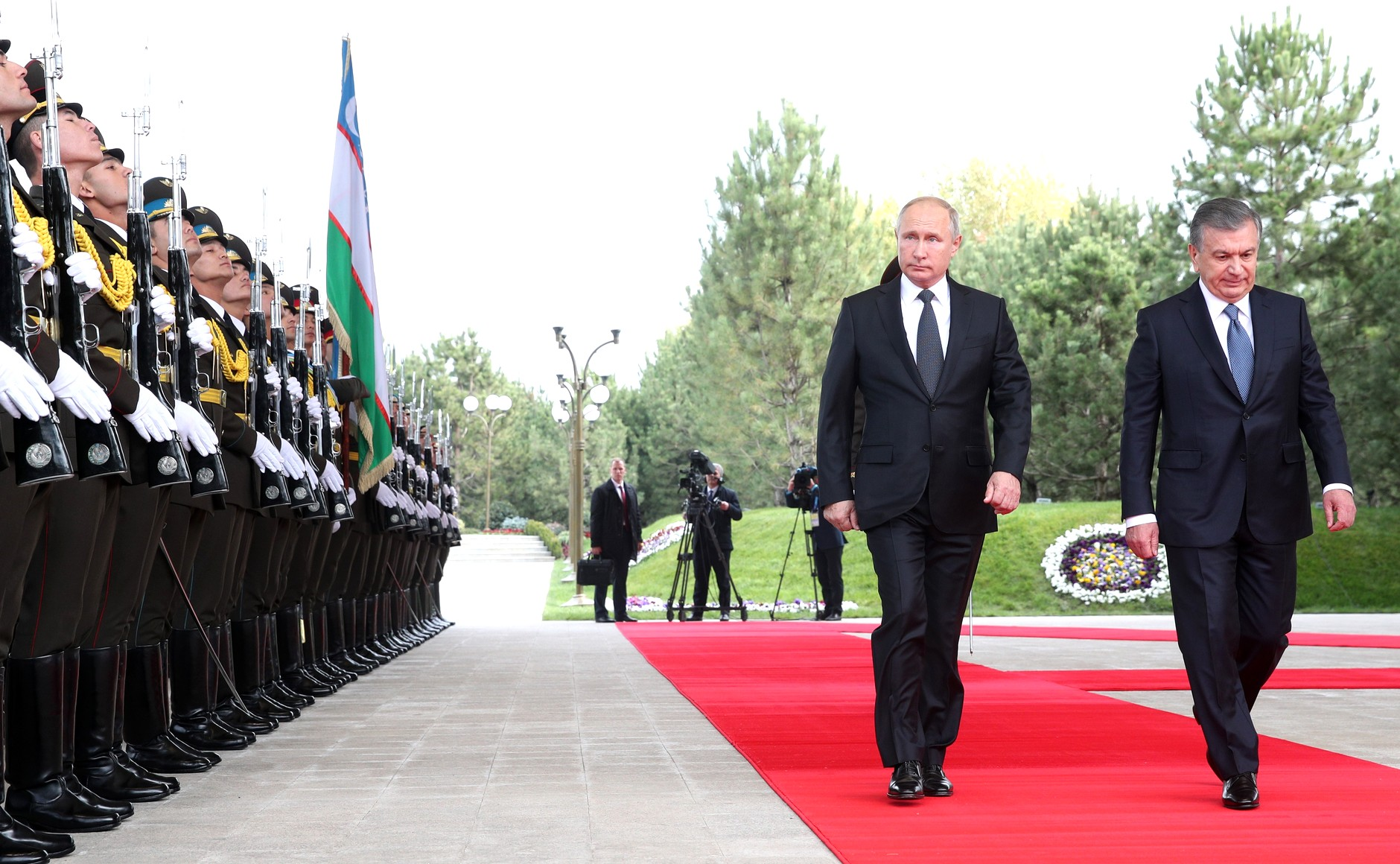
Mirziyoyev con Vladimir Putin nell'ottobre 2018

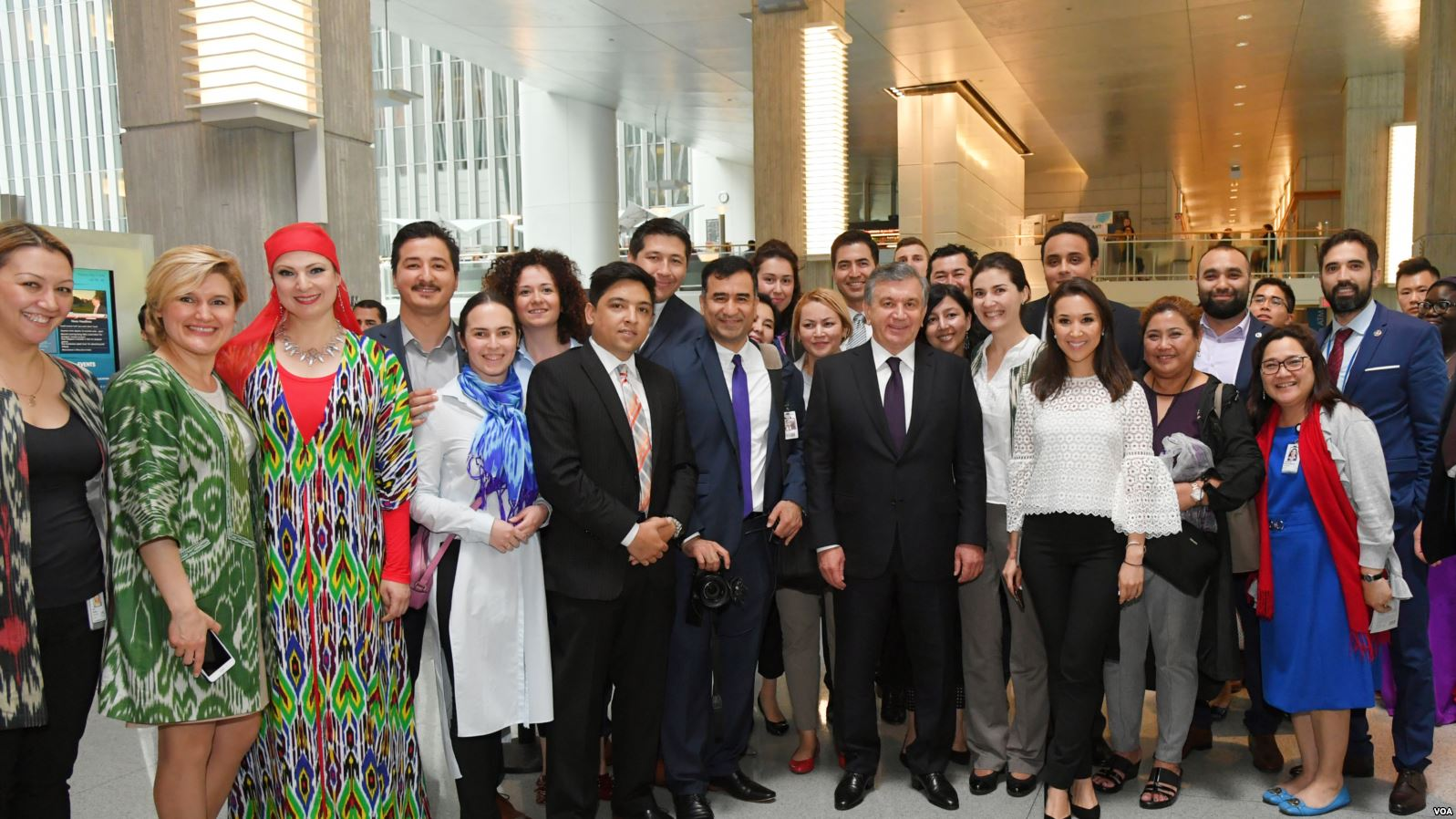
Mirziyoyev con i membri della diaspora uzbeka negli Stati Uniti nel maggio 2018

Alle successive elezioni presidenziali del 4 dicembre 2016, candidato del Partito Liberal Democratico, è stato eletto Presidente del Paese con l'88,6% dei voti, sconfiggendo tre candidati minori; ha giurato come presidente il 14 dicembre successivo.
Rispetto al predecessore sembrano esserci tutti gli elementi per un'apertura del paese e un allentamento della morsa repressiva contro i soggetti politici e gli attivisti dei diritti civili.
Mirziyoyev ha vinto le elezioni, tenutesi il 4 dicembre 2016, con l'88,6% dei voti secondo i risultati ufficiali, sconfiggendo tre candidati minori.  L'elezione è stata descritta dall'Economist come una farsa; il giornale scriveva che l'inclinazione di Mirziyoyev era autoritaria quanto quella di Karimov e che i media statali affermavano che la scelta era tra Mirziyoyev, il caos o il radicalismo islamico. Ha anche affermato che i tre oppositori erano al ballottaggio solo per mantenere l'apparenza del pluralismo. L'Organizzazione per la sicurezza e la cooperazione in Europa ha affermato che alle elezioni mancava "una scelta genuina".
Il 12 dicembre 2016, il vice primo ministro Abdulla Aripov è stato nominato per subentrare a Mirziyoyev come primo ministro. Mirziyoyev ha prestato giuramento come presidente il 14 dicembre, giurando di "continuare l'opera del mio caro maestro, il grande statista Islam Karimov", promettendo anche "molti cambiamenti nel governo". Aripov è stato confermato primo ministro dal Parlamento lo stesso giorno; il 15 dicembre è seguito un rimpasto di governo. Il 6 marzo 2017 ha effettuato una visita di Stato in Turkmenistan; era il suo primo viaggio all'estero dopo le elezioni.
Nei tre mesi successivi alla morte di Islam Karimov, Mirziyoyev iniziò a accennare a riforme di politiche di vecchia data che avevano frenato l'economia uzbeka e isolato il Paese a livello internazionale, così molti analisti credevano che Mirziyoyev sarebbe stato un presidente migliore del suo predecessore. Tuttavia, il ministero federale tedesco per la cooperazione e lo sviluppo economico ha osservato che "il popolo dell'Uzbekistan non partecipa ai processi decisionali politici. Finora, nessuna elezione parlamentare o presidenziale tenutasi nell'era post-sovietica è stata considerata libera o equa da parte della comunità internazionale... Data la delicata situazione politica in Uzbekistan, le attività di cooperazione allo sviluppo sono attuate il più lontano possibile dai circoli governativi". Ad ogni modo i risultati positivi del suo governo sono visibili. L'Uzbekistan ha creato oltre 336.000 nuovi posti di lavoro nel 2017. Il volume delle esportazioni è aumentato di quasi il 15%. Nel 2018 l'indicatore finanziario totale delle esportazioni è previsto a 12,1 miliardi di dollari USA. Ha avviato il progetto di "Tashkent City", destinato ad attirare investitori stranieri in Uzbekistan. Mirziyoyev ha promesso di riprendere i negoziati con l'Organizzazione mondiale del commercio (OMC) per entrare a far parte dell'organizzazione nel 2018. In diverse occasioni ha criticato aspramente l'amministrazione e i funzionari in presenza dei media.

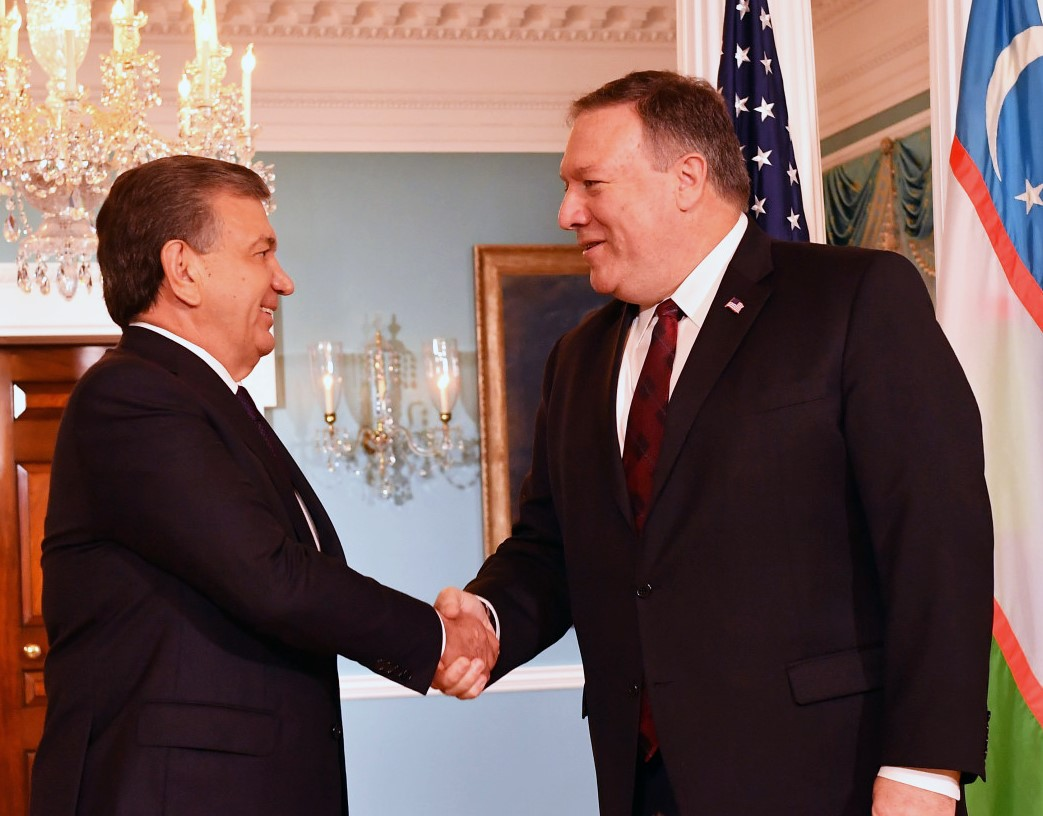
Il Segretario di Stato USA Mike Pompeo incontra il Presidente dell'Uzbekistan Shavkat Mirziyoyev, al Dipartimento di Stato a Washington, il 17 maggio 2018

Alcuni analisti pensano che Mirziyoyev voglia entrare nella storia come riformatore. Ha rimosso la maggior parte dei funzionari di Karimov e ha esortato il governo ad assumere "nuovi giovani che amano il loro paese". Dopo un anno in carica, Mirziyoyev si sta allontanando sempre più dalla politica del suo predecessore, che è soprattutto visibile nella sua attiva politica estera. Ha visitato tutte le regioni e le grandi città uzbeke per conoscere l'attuazione dei progetti e delle riforme che aveva ordinato. Molti analisti e media occidentali hanno paragonato il suo governo al leader cinese Deng Xiaoping o al leader russo Mikhail Gorbachev; la sua regola è stata citata come una "primavera uzbeka". Alla fine di quell'anno, è stato nominato "Asian of the Year of 2018" dall'Asia Journalist Association (AJA).
Nell'agosto 2019 ha chiuso la famigerata prigione di Jaslyk.
Nell'ottobre 2021, Shavkat Mirziyoyev è stato rieletto presidente dell'Uzbekistan.
Nel luglio 2023 alle elezioni presidenziali Mirziyoyev è stato nuovamente eletto.

## Vita privata
Ha tre sorelle ed un fratellastro. Mirziyoyev è sposato con Ziroatkhon Hoshimova e ha due figlie e un figlio. Suo genero maggiore, Oybek Tursunov, è l'attuale capo dell'amministrazione presidenziale, mentre il genero più giovane, Otabek Shahanov, è il capo dei servizi di sicurezza presidenziali.
Da quando è salito al potere, Mirziyoyev si è costruito una nuova residenza nel distretto di Qibray, che potrebbe potenzialmente includere un'autostrada presidenziale e un interno decorato con lastre di marmo argentino e cristalli Swarovski.